# Bråbo
Bråbo är en ort, belägen utefter länsväg H 724 i Kristdala socken i Oskarshamns kommun. Från 2015 avgränsar SCB här en småort.
Omgivningarna klassades på 1970-talet som riksintressanta att bevara.